# اندرو درایور
اندرو درایور (هلندی: Andrew Driver؛ زادهٔ ۲۰ نوامبر ۱۹۸۷) یک بازیکن فوتبال اهل بریتانیا است.